# Sheryl Swoopes
Sheryl Swoopes (Brownfield, Estats Units 1971) és una jugadora de bàsquet estatunidenca, guanyadora de tres medalles olímpiques d'or.

## Biografia
Va néixer el 25 de març de 1971 a la ciutat de Brownfield, població situada a l'estat de Texas.

## Carrera esportiva

### Nivell de clubs
Va iniciar la seva carrera esportiva a la Universitat de Texas, i ha estat quatre vegades campiona de la Lliga de l'Associació Nacional Femenina de Bàsquet (1997-2000) amb els Houston Comets.
| Anys         | Equip                | País         | Partits |
| ------------ | -------------------- | ------------ | ------- |
| 1997-2004    | Houston Comets       | Estats Units | 195     |
| 2004-2005    | Samara               | Rússia       |         |
| 2005         | Houston Comets       | Estats Units | 33      |
| 2005-2006    | Taranto Cras Basket  | Itàlia       |         |
| 2006-2007    | Houston Comets       | Estats Units | 34      |
| 2008         | Seattle Storm        | Estats Units | 29      |
| 2009-2010    | Esperides Kallitheas | Grècia       |         |
| 2011-present | Tulsa Shock          | Estats Units |         |

### Selecció nacional
Als 25 anys, va participar en els Jocs Olímpics d'Estiu de 1996 realitzats a Atlanta (Estats Units), on va aconseguir guanyar la medalla d'or en la competició femenina de bàsquet al derrotar el Brasil. Posteriorment va aconseguir revalidar aquest metall en els Jocs Olímpics d'Estiu de 2000 realitzats a Sydney (Austràlia) i en els Jocs Olímpics d'Estiu de 2004 realitzats a Atenes (Grècia) al derrotar la selecció d'Austràlia i Rússia respectivament.
Al llarg de la seva carrera ha aconseguit guanyar una medalla en el Campionat del Món de bàsquet femení.